# Esquipulas (Guatemala)
Esquipulas è un comune del Guatemala facente parte del dipartimento di Chiquimula.